# Вороновка (Новосибирская область)
Вороновка — деревня в Купинском районе Новосибирской области России. Входит в состав Копкульского сельсовета.

## География
Площадь деревни — 33 гектара.

## Население
| 2002 | 2007 | 2010 |
| ---- | ---- | ---- |
| 336  | ↘304 | ↘277 |

## Инфраструктура
В деревне по данным на 2007 год функционируют 1 учреждение здравоохранения и 1 учреждение образования.